# Mięśniopłetwe

Kręgowce charakterystyczne dla późnego dewonu: ryby mięśniopłetwe i czworonogi ziemnowodne

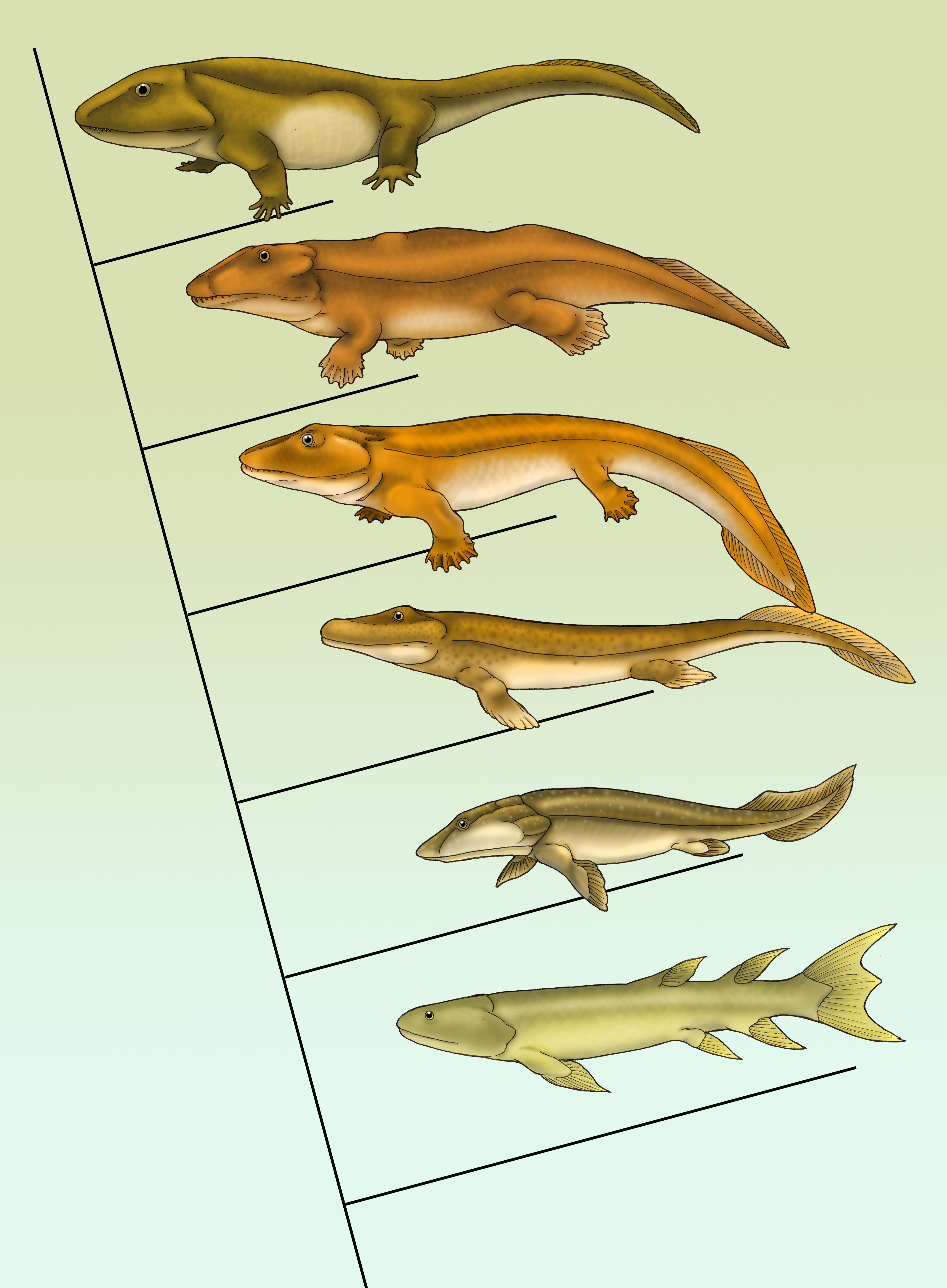
Ewolucja mięśniopłetwych do czworonogów: Eusthenopteron, Panderichthys, Tiktaalik, Acanthostega, Ichthyostega, Pederpes

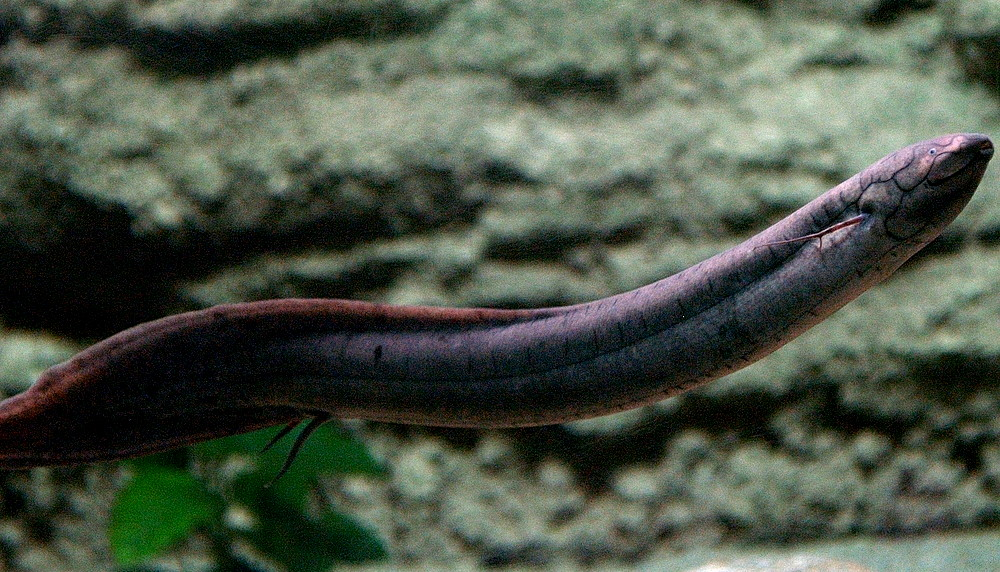
Prapłaziec (Lepidosiren paradoxa)

Mięśniopłetwe (Sarcopterygii, z gr. σαρξ sarx, mięso i πτερυξ pteryx, skrzydło, płetwa) – największa i najbardziej zróżnicowana grupa kręgowców. Tradycyjnie definiowana była jako gromada ryb kostnoszkieletowych obejmująca ryby dwudyszne i celakantokształtne, czyli ryby mające umięśnione płetwy o strukturze przypominającej budowę kończyn czworonogów. Tak definiowane mięśniopłetwe okazały się grupą parafiletyczną. W dewonie z kopalnych form należących do tej grupy wykształciły się pierwsze czworonogi (Tetrapoda), dlatego obecnie do mięśniopłetwych, aby stały się taksonem monofiletycznym, zalicza się również czworonogi, w tym wszystkie płazy, gady, ssaki i ptaki – ponad 30 tysięcy gatunków. Większość ryb z tej grupy zwierząt wymarła, tylko kilka gatunków żyje w czasach współczesnych: latimerie, prapłaziec, rogoząb i prapłetwce.

## Zasięg występowania
Wszystkie kontynenty z wyjątkiem Antarktyki. W zapisie kopalnym znane są m.in. z terenu Chin ze skamieniałości wczesnego dewonu (†Psarolepis, †Achoania) i z górnego syluru (†Guiyu). Z wczesnego dewonu Chin pochodzi również †Styloichthys, uważany za jednego z najwcześniejszych przedstawicieli Sarcopterygii.
Pierwotnie były to zwierzęta morskie, żyjące w strefach przybrzeżnych. Z czasem zasiedliły wody słonawe i śródlądowe wody słodkie.

## Cechy charakterystyczne
- Ryby mięśniopłetwe mają płetwy osadzone na pojedynczych, mięsistych trzonach kostnych wnikających w głąb płetw parzystych, a czasem również nieparzystych[3].
- W przeciwieństwie do pozostałych ryb, korony zębów mięśniopłetwych pokrywa szkliwo (enamel)[4].
- Wczesne ryby mięśniopłetwe miały heterocerkalną płetwę ogonową, z dłuższym płatem grzbietowym.
- Współcześnie żyjące formy zachowały wiele cech prymitywnych, ale ich płetwa ogonowa przekształciła się w homocerkalną.

- Większość ma ciało pokryte łuskami o dużej zmienności kształtu i urzeźbienia[3].

## Ewolucja
Odkrycie prymitywnej ryby mięśniopłetwej Guiyu w Chinach w 2009 roku dowiodło, że mięśniopłetwe oddzieliły się od linii ewolucyjnej kostnoszkieletowych prowadzącej do promieniopłetwych nie później niż 419 mln lat temu. Z mięśniopłetwych ryb takich jak Panderichtys wyewoluowali ich następcy eustenopterony, które mogły oddychać powietrzem atmosferycznym na mulistych płyciznach. Następnie pojawił się Tiktaalik, który przy pomocy kończynopodobnych płetw mógł wychodzić na ląd. Poprzedzał on pierwsze czworonogi, takie jak akantostegi, których stopy posiadały osiem palców i ichtiostegi z rozwiniętymi kończynami, buszujące wśród roślinności porastającej nabrzeżne mokradła. Mięśniopłetwe ryby wyewoluowały także w latimerie, które przetrwały do dziś.
Wszystkie ryby mięśniopłetwe są bliżej spokrewnione z czworonogami, niż z pozostałymi rybami, przy czym za takson siostrzany dla czworonogów uważa się rogozębokształtne.

## Systematyka i filogeneza
W tradycyjnym ujęciu do ryb mięśniopłetwych zaliczane były:
- dwudyszne (Dipnoi syn. Dipneusti)
- trzonopłetwe (Crossopterygii)

Crossopterygii są obecnie traktowane jako synonim Sarcopterygii. Od czasu odkrycia, że czworonogi wywodzą się z mięśniopłetwych oraz z powodu trudności w ustaleniu relacji pokrewieństwa przedstawicieli tej grupy ryb, wśród systematyków nie ma zgody w kwestii ich klasyfikacji. Duży wpływ mają na to pojawiające się ważne odkrycia paleontologiczne, zwłaszcza dotyczące form bazalnych. Większość autorów wyróżnia 3 grupy współcześnie żyjących ryb mięśniopłetwych: celakantokształtne, rogozębokształtne i prapłaźcokształtne.
Joseph S. Nelson w czwartym wydaniu Fishes of the World włączył do mięśniopłetwych czworonogi (Tetrapoda), a rodziny zaliczane dotychczas do prapłaźcokształtnych włączył do rzędu rogozębokształtnych:
- Coelacanthimorpha – latimeriopodobne
  - Coelacanthiformes – celakantokształtne, latimeriokształtne
- Dipnotetrapodomorpha (=Rhipidistia)
  - Ceratodontiformes – rogozębokształtne
  - Tetrapodomorpha
    - Tetrapoda – czworonogi

Podobny podział (z pominięciem taksonów wymarłych) został potwierdzony analizami filogenetycznymi, a – ze zmianami uwzględniającymi taksony kopalne – podtrzymany w kolejnym wydaniu Fishes of the World.
|  | celakantokształtne                                       |
|  |                                                          |
|  | \| \| dwudyszne \| \| \| \| \| \| czworonogi \| \| \| \| |
|  |                                                          |
|  | dwudyszne                                                |
|  |                                                          |
|  | czworonogi                                               |
|  |                                                          |

|  | dwudyszne  |
|  |            |
|  | czworonogi |
|  |            |

Mięśniopłetwe są taksonem siostrzanym dla promieniopłetwych (Actinopterygii), z którymi tworzą klad ryb kostnoszkieletowych (Osteichthyes).